# Troféu Mambembe
O Troféu Mambembe ou Prêmio Mambembe foi uma premiação artística criada pelo Ministério da Cultura (MinC) do Brasil em maio de 1977 com o objetivo de reconhecer a produção teatral centralizada no eixo Rio-São Paulo. A primeira cerimônia de entrega dos prêmios ocorreu em 28 de agosto de 1978 prestigiando os destaques referentes ao ano de 1977.
A cerimônia de premiação era realizada anualmente, através da indicação de comissões julgadoras formadas a cada ano nos dois estados. A designação "Mambembe", dada pelo MinC, trata-se de uma homenagem aos grupos de teatro que mantêm viva a tradição de realizar apresentações teatrais por todo o território nacional, muitas vezes em condições não adequadas mas esforçando-se para entregar o melhor trabalho.

## História
Inicialmente, a cerimônia de premiação era realizada duplamente nas cidades de São Paulo (SP) e Rio de Janeiro (RJ), premiando indicados dessas cidades respectivamente. A premiação foi criada sob o nome de Prêmio MEC - Troféu Mambembe, mas ao longo dos anos popularizou apenas como Prêmio Mambembe. Em 1977, a produção do prêmio visava premiar trabalhadores do teatro em nove categorias distintas:  autor, diretor, ator, atriz, figurinista, cenógrafo, produtor e categoria especial referentes a espetáculos das cidades do RJ e de SP. O mesmo júri da premiação era responsável por escolher o melhor espetáculo dessas duas cidades para o Prêmio SNT, premiação concedida pelo Serviço Nacional do Teatro para os cinco melhores espetáculos profissionais para adulto e para os cinco melhores espetáculos profissionais para crianças, nas cidades do Rio de Janeiro e de São Paulo.
Em sua segunda cerimônia, foram acrescidas duas novas categorias, a de Melhor Revelação e Melhor Grupo, Movimento ou Personalidade, levando o prêmio a conter onze categorias de premiação. Em sua terceira edição, o evento sofreu com cortes em seu orçamento, levando a produção a cancelar a cerimônia de premiação e apenas entregar as estatuetas e os cheques aos vencedores em suas próprias casas. Assim permaneceu até quinta edição, em 1981. Em 1982, com mudanças organizacionais no órgãos públicos destinados à cultura, o prêmio volta a ser realizado presencialmente com cerimônia locada na Escola Nacional de Circo, na Praça da Bandeira, no Rio de Janeiro. A partir de 1985 as produções finalmente passaram a acontecer em teatro, sendo que em SP era realizada no Teatro Cultura Artística e no RJ no Teatro Carlos Gomes.
Em 1990, com a política de desmonte dos órgãos culturais promovida pelo governo do ex-presidente Fernando Collor, as cerimônias de premiação do Troféu Mambembe foram extintas. Em 1993, com a recriação do Ministério da Cultura, o prêmio voltou a ser promovido. Agora, denominado Prêmio MINC - Troféu Mambembe, a premiação passou a ser administrada pela Fundação Nacional das Artes (FUNARTE). Entretanto, a premiação voltou a ser realizada de forma mais restrita, premiando apenas cinco categorias, incluindo as de melhor autor, diretor, atriz, ator e o prêmio especial. Apenas a partir de 1994 as categorias voltaram a ser expandidas com a volta dos prêmios de melhor figurinista e cenógrafo. Em 1995 voltam as categorias de melhor espetáculo, ator e atriz coadjuvantes e grupo. A cada ano a produção perdia mais orçamento chegando a ser suspensa definitivamente em 1999.

## Estatueta
A primeira versão da estatueta entregue aos vencedores do prêmio foi criada pelo artista plástico Aluísio Magalhães, em 1977. Elas foram desenvolvidas pela Programação Visual de Desenho Industrial (PVDI), escritório que, à época, era comandado pelo artista plástico.

## Categorias

### Atuação
- Melhor Atriz (1977 – 1998)
- Melhor Ator (1977 – 1998)
- Melhor Atriz Coadjuvante (1985 – 1989; 1995 – 1998)
- Melhor Ator Coadjuvante (1985 – 1989; 1995 – 1998)

### Técnicas
- Melhor Autor de Peça Nacional (1977 – 1998)
- Melhor Diretor  (1977 – 1999)
- Melhor Cenógrafo (1977 – 1990; 1994 – 1998)
- Melhor Figurino (1977 – 1990; 1994 – 1998)
- Melhor Iluminador (1998)

### Especiais
- Prêmio Especial (1977 – 1990; 1994 – 1999)
- Melhor Revelação (1979 – 1989)
- Melhor Produtor ou Empresário (1977 – 1989)
- Melhor Grupo, Movimento ou Personalidade (1980 – 1989; 1995 – 1998)

## Edições
- Troféu Mambembe 1977
- Troféu Mambembe 1978
- Troféu Mambembe 1979
- Troféu Mambembe 1980
- Troféu Mambembe 1981
- Troféu Mambembe 1982
- Troféu Mambembe 1983
- Troféu Mambembe 1984
- Troféu Mambembe 1985
- Troféu Mambembe 1986
- Troféu Mambembe 1987
- Troféu Mambembe 1988
- Troféu Mambembe 1989
- Troféu Mambembe 1993
- Troféu Mambembe 1994
- Troféu Mambembe 1995
- Troféu Mambembe 1996
- Troféu Mambembe 1997
- Troféu Mambembe 1998

## Principais premiados
Abaixo uma lista com os principais premiados no Troféu Mambembe:
| Ano  | Vencedores                            | Categoria                                  |
| ---- | ------------------------------------- | ------------------------------------------ |
| 1977 | Sebastião Vasconcelos                 | Melhor ator                                |
| 1977 | Cristina Pereira                      | Melhor atriz                               |
| 1977 | João das Neves                        | Melhor autor                               |
| 1977 | Iacov Hillel                          | Melhor diretor                             |
| 1977 | F. E. Kockocht                        | Melhor figurinista                         |
| 1978 | Paulo Autran                          | Melhor ator                                |
| 1978 | Nathália Timberg                      | Melhor atriz                               |
| 1978 | Gianfrancesco Guarnieri               | Melhor autor                               |
| 1979 | Rogéria                               | Melhor atriz                               |
| 1980 | Walderez de Barros                    | Melhor atriz                               |
| 1981 | Rosane Gofman                         | Melhor atriz                               |
| 1982 | Waldemar Sillas                       | Melhor ator                                |
| 1982 | Lília Cabral                          | Melhor atriz                               |
| 1982 | Marilú Álvares                        | Melhor autor                               |
| 1982 | Marília de Castro                     | Melhor diretor                             |
| 1982 | Augusto Francisco                     | Melhor figurinista                         |
| 1982 | Walmir Panfili                        | Revelação                                  |
| 1983 | Felipe Martins                        | Revelação (Infantil)                       |
| 1983 | Naum Alves de Souza e Flávio de Souza | Autor de Peça Nacional                     |
| 1983 | Fernando Berditchevsky                | Diretor                                    |
| 1983 | Carlos Loffler                        | Ator                                       |
| 1983 | Carlos Wilson                         | Cenógrafo                                  |
| 1983 | Cristiana Maia                        | Atriz                                      |
| 1983 | Naum Alves de Souza                   | Figurinista                                |
| 1983 | Mauro Perelman                        | Categoria Especial                         |
| 1983 | Grupo Feliz-Meu-Bem                   | Grupo, Movimento ou Personalidade          |
| 1984 | Beatriz Segall                        | Melhor atriz                               |
| 1984 | Maria Clara Machado                   | Melhor autor                               |
| 1985 | Walderez de Barros                    | Melhor atriz                               |
| 1985 | Felipe Martins                        | Melhor Ator                                |
| 1987 | Beatriz Segall                        | Melhor atriz                               |
| 1987 | Luiz Duarte                           | Revelação autor e diretor                  |
| 1988 | Luiz Duarte                           | Melhor produtor (Luiz Duarte/LD.Produções) |
| 1988 | Luiz Duarte                           | Melhores Espetáculos                       |
| 1989 | Drica Moraes                          | Melhor Atriz                               |
| 1989 | Luiz Duarte                           | Melhor autor                               |
| 1990 | Walderez de Barros                    | Melhor atriz                               |
| 1993 | Drica Moraes                          | Melhor Atriz                               |
| 1996 | Marcelo Caridad                       | Melhor ator                                |
| 1996 | Carmen Frenzel                        | Melhor atriz                               |
| 1996 | Carlos Loffler                        | Melhor ator coadjuvante                    |
| 1996 | Heloísa Périssé                       | Melhor atriz coadjuvante                   |
| 1996 | Luciana Sandroni                      | Melhor autor                               |
| 1996 | Sura Berditchevsky                    | Melhor diretor                             |
| 1996 | Tereza Frota                          | Melhor figurinista                         |
| 1997 | José Mauro Brant                      | Melhor ator                                |
| 1997 | Grace Gianoukas                       | Melhor atriz                               |
| 2002 | Fernanda Montenegro                   | Melhor atriz                               |
| 2003 | Rogéria                               | Melhor atriz                               |
| 2004 | Cláudia Abreu                         | Melhor atriz                               |
| 2005 | Renata Sorrah                         | Melhor atriz                               |
| 2006 | Fernanda Montenegro                   | Melhor atriz                               |
| 2007 | Lília Cabral                          | Melhor atriz                               |
| 2008 | Camila Pitanga                        | Melhor atriz                               |
| 2009 | Glória Menezes                        | Melhor atriz                               |
| 2010 | Alinne Moraes                         | Melhor atriz                               |
| 2011 | Cláudia Raia                          | Melhor atriz                               |
| 2012 | Lília Cabral                          | Melhor atriz                               |
| 2013 | Glória Pires                          | Melhor atriz                               |
| 2014 | Leandra Leal                          | Melhor atriz                               |